# Hiroshi Takayama
Pour les articles homonymes, voir Takayama (homonymie).
Hiroshi Takayama, né en 1956 à Tanushimaru (en), dans la préfecture de Fukuoka, est un historien japonais.
Spécialiste du monde méditerranéen médiéval et du royaume de Sicile aux XIIe et XIIIe siècles, il est professeur émérite d'histoire occidentale à l'université de Tokyo.

## Publications sélectives
- The Medieval Mediterranean and the Kingdom of Sicily, University of Tokyo Press, Tokyo, 1993, 560 p.
- The Administration of the Norman Kingdom of Sicily, Brill, Leiden, 1993, 281 p.  (ISBN 9004098658)  (ISBN 9789004098657)
- A Mysterious Medieval Kingdom : Crossroads of European, Byzantine and Islamic Cultures, University of Tokyo Press, Tokyo, 1995, 360 p.
- Medieval Kingdom of Sicily, Kodansha, Tokyo, 1999, 204 p.
- Europe and the Islamic World, Yamakawa Shuppansha, Tokyo, 2007, 89 p.
- Study of the Medieval Kingdom of Sicily : Crossroads of the Mediterranean Civilizations, University of Tokyo Press, Tokyo, 2015, 491 p.
- Sicily and the Mediterranean in the Middle Ages, Routledge, Abingdon, 2019, 414 p.   (ISBN 1351022288)  (ISBN 9781351022286)